# Лорика сегментата

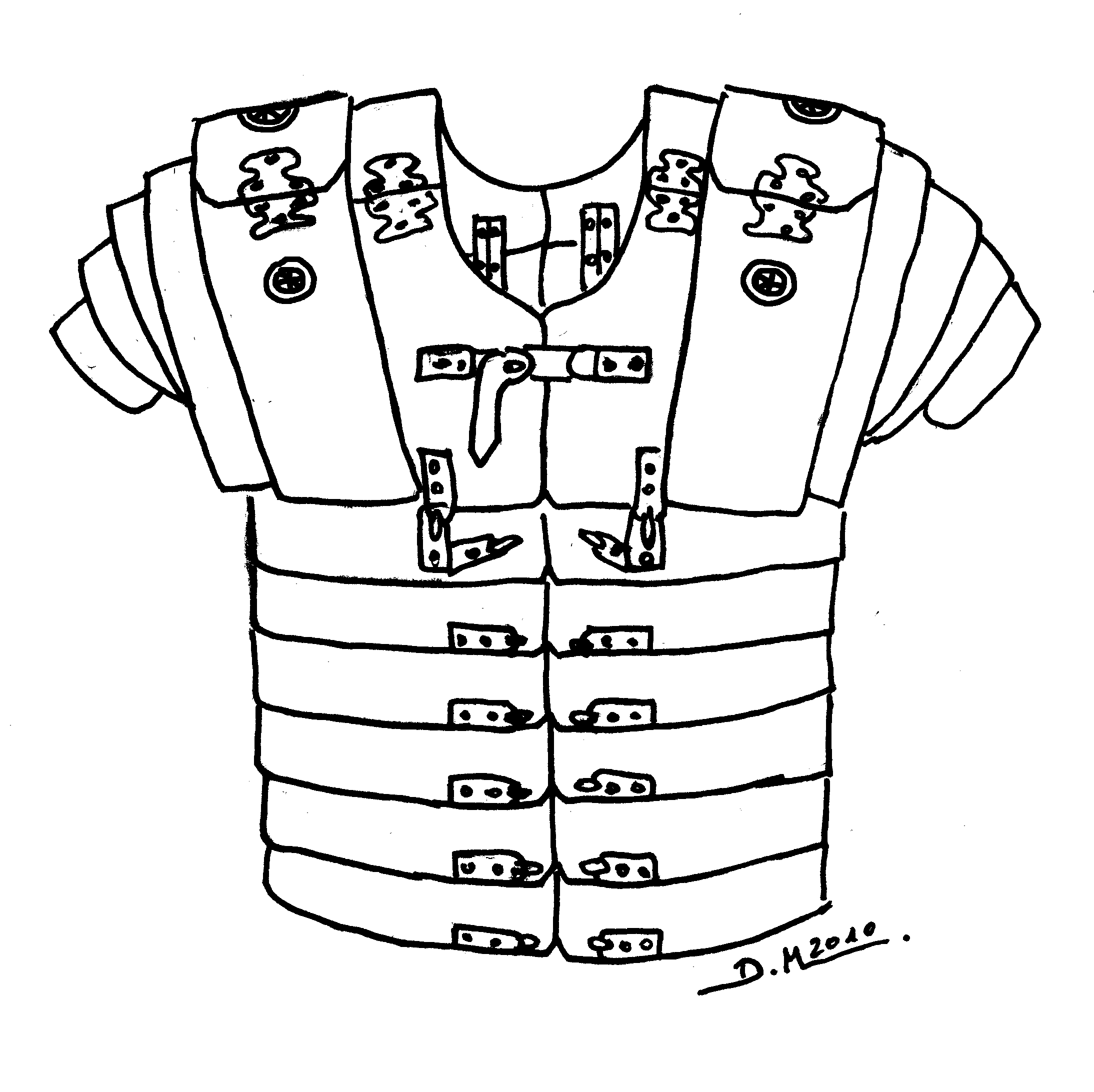
Лорика сегментата типа Корбридж

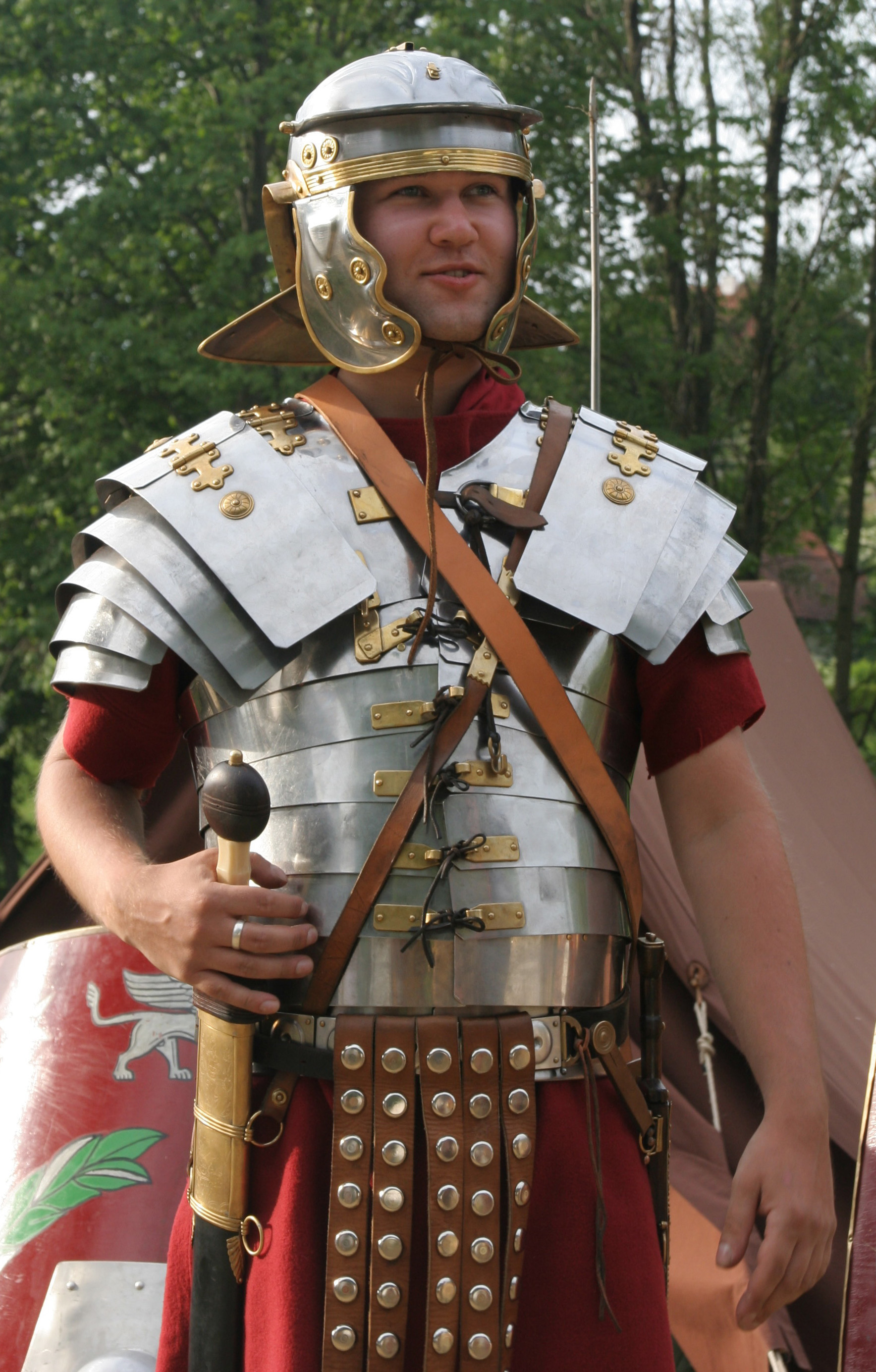
Легионер в лорике сегментате и c надетым военным поясом (cingulum) (историческая реконструкция).

Лори́ка сегмента́та (лат. lorica segmentata, сегментированная лорика) — пластинчатые доспехи, появившиеся в конце Римской республики и широко использовавшиеся в эпоху Империи. Само по себе название «лорика сегментата» возникло лишь в XVI веке, а широкое распространение получило и вовсе в викторианскую эпоху, древнее же название этого доспеха неизвестно (уже в наше время в качестве замены получил определённое распространение более исторический термин Lorica Laminata, однако его аутентичность также является предметом споров).
Появление в римской армии данного вида доспехов историки связывают с Германскими войнами (12 г. до.н. э. — 12 г. н. э.) императора Октавиана Августа, когда возникла необходимость обеспечить лучшую защиту торса легионеров от ударов германских длинных мечей и двуручных секир, от которых традиционная лорика хамата (кольчуга) уже не спасала. Есть предположение, что конструкция лорики сегментаты была заимствована римскими оружейниками у гладиаторской экипировки, в частности, у пластинчатого наруча — маники.
Первое известное изображение легионеров в лорике сегментате представлено на арке Августа в Сузах(современный г.Турин, Италия), датируемой 14 г. до н.э.
Самые ранние фрагменты лорики сегментаты были найдены археологами на месте сражения в Тевтобургском лесу (9 г. н. э.).
Доспехи состояли из железных полос, изнутри попарно скрепленных на груди и спине кожаными ремнями, образуя таким образом обруч, охватывающий торс солдата. Плечи, а также верхняя часть груди и спины защищались дополнительными пластинами. Нагрудные и спинные пластины крепились к основным либо крючками, либо ремнями и пряжками, располагавшимися на спине внутри доспехов, а на груди — снаружи, так что, очевидно, солдат надевал её лишь наполовину собранной и был вынужден застёгивать спереди сам. Левая и правая нагрудные пластины также соединялись между собой.
Лорика сегментата была удобна в хранении и транспортировке, поскольку легко разбиралась и складывалась. Её вес достигал 9 кг, что было значительно меньше веса традиционной римской длинной кольчуги с наплечниками (12-14 кг). При этом данный доспех обеспечивал максимально возможную защиту корпуса от любых видов колющего, рубящего, дробящего и метательного оружия. Современные эксперименты показывают, что даже дротик, пущенный из малой катапульты («скорпиона»), не способен полностью пробить точную копию лорики сегментаты со смертельным для легионера результатом. Недостатком данного доспеха было полное отсутствие защиты нижней части корпуса. Частично эту проблему решал военный пояс (лат. Cingulum) с широким «фартуком» из 4-8 кожаных ремней, обитых металлическими заклёпками, прикрывавший пах легионеров.

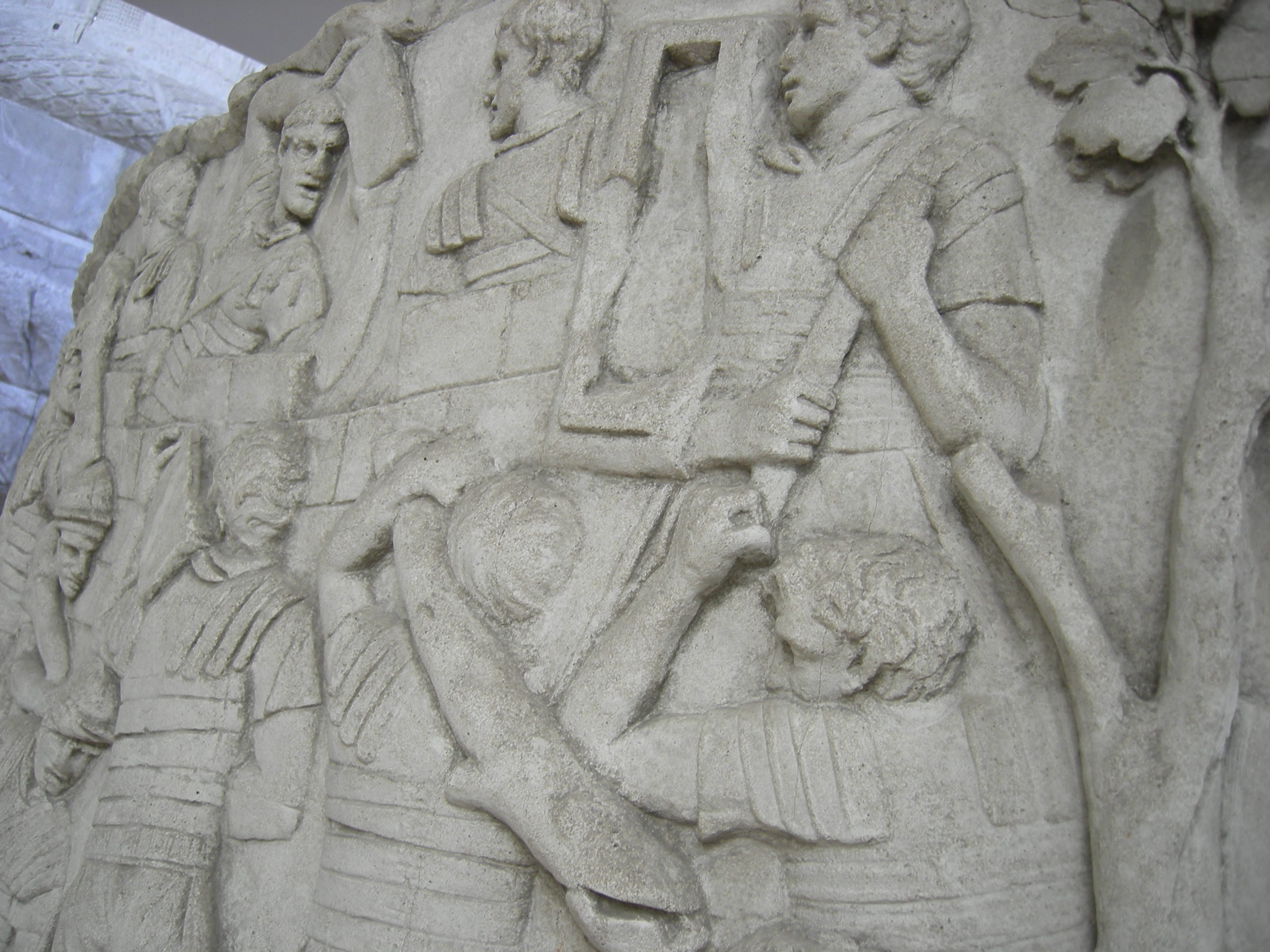
Легионеры в lorica segmentata. Рельеф колонны Траяна.

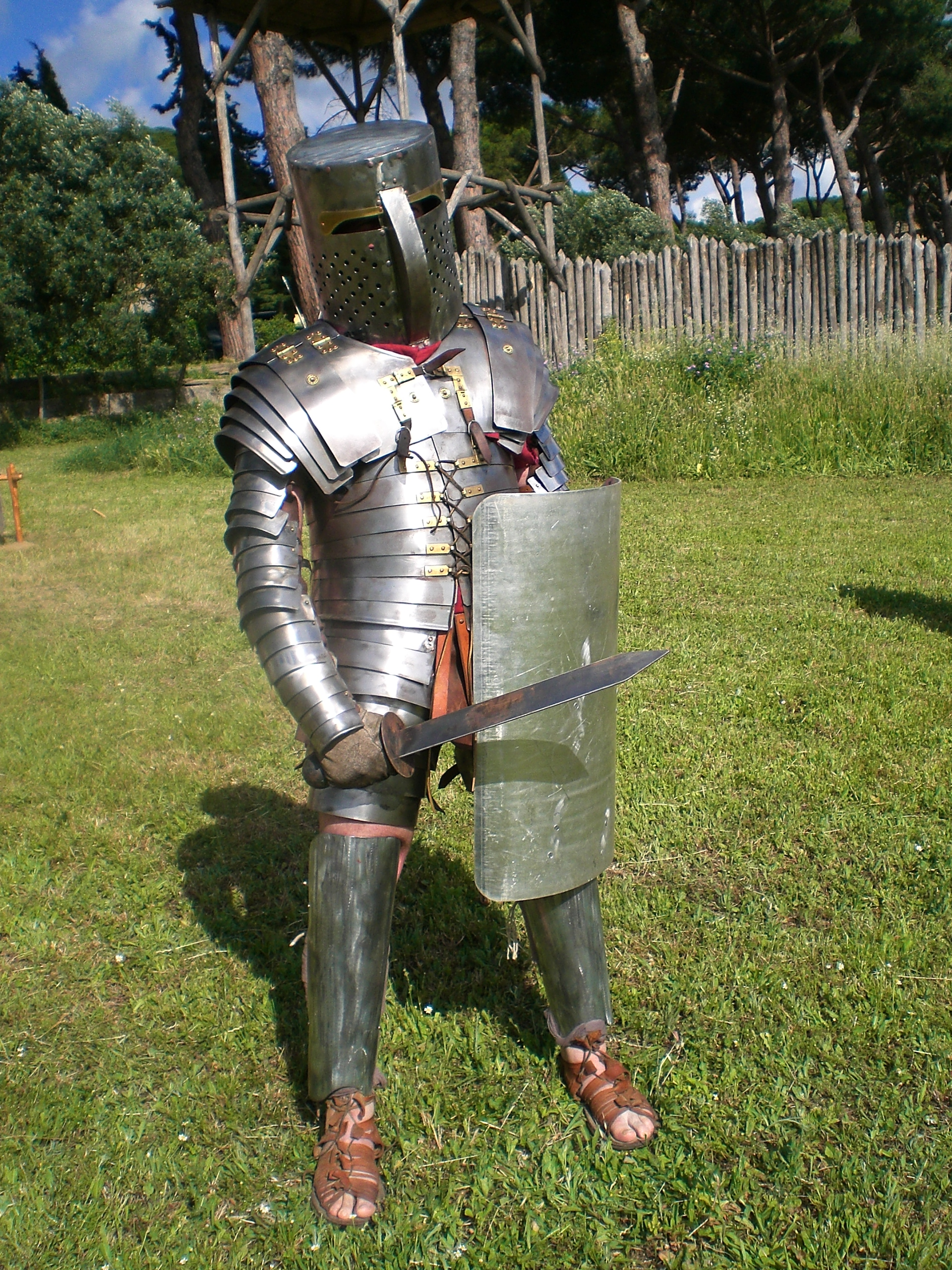
Гладиатор-крупеларий в лорике сегментате и с пластинчатым наручем маникой на правой руке. (историческая реконструкция)

Лорика сегментата использовалась только легионерами и преторианцами — вспомогательные войска и кавалерия (см. Древнеримская армия) одевались в лорика хамата (кольчуга) и лорика сквамата (чешуйчатый доспех).
Вопреки распространённому мифу, далеко не все легионеры использовали этот доспех. Сегментата была довольно дорогой, и позволить себе её могли только относительно богатые люди. Остальные же использовали вышеуказанные кольчугу или чешуйчатый доспех.
На протяжении истории Рима лорика неоднократно модифицировалась. Кожаный крепёж в виде системы ремней и шнурков постепенно вытеснялся металлическими шпильками и штифтами, что увеличивало надёжность конструкции и в то же время упрощало изготовление и обслуживание доспеха. Выделяют несколько наиболее распространённых её типов по местам археологических находок: Калькризе (20 до н. э. — 50 н. э.), Корбридж (40 н. э. — 120 н. э., в городе Корбридж близ Адрианова вала в 1964 найдено две хорошо сохранившихся лорики; эта находка позволила уточнить устройство доспеха, ранее известного только по отдельным элементам и изображениям) и Ньюстед (120 н. э. — 250 н. э.).
Подобные доспехи были широко распространены и среди гражданского населения империи.
В IV веке н. э. лорика сегментата снимается с вооружения римской армии. Вегеций указывает, что произошло это в правление Грациана, с сожалением отмечая, что современные ему римские пехотинцы идут в бой, не имея ни панциря, ни даже шлема:

От основания города до времени божественного Грациана пешее войско было вооружено и панцирями и шлемами. Но когда с появлением небрежности и стремления к безделью начало прекращаться упражнение в поле, стали считать, что оружие очень тяжело, так как воины стали редко его надевать. Поэтому воины стали требовать от императора сначала относительно панцирей, а затем и шлемов… отказаться. Но в столкновении с готами, когда наши воины шли с незащищенной грудью и (с открытыми) головами, они не раз погибали, истребляемые множеством вражеских стрелков; и даже после стольких поражений, которые привели к разрушению столь больших городов, никто не позаботился вернуть пехотинцам их панцири или их шлемы. Таким образом, и бывает, что не о битве, а о бегстве помышляют те, кто, стоя в боевых рядах чуть не голыми, подставляют себя под удары и получают раны. В самом деле, что будет делать пеший стрелок без панциря, без шлема, если он, имея лук, не может уже держать щита? Что будут делать в сражении сами драконарии и знаменосцы, которые в левой руке держат древко, когда у них и голова и грудь не защищены? Но тяжелыми кажутся панцирь и шлем, вероятно, тому пехотинцу, который редко упражнялся, редко имел дело с оружием. Конечно, при ежедневном пользовании ими он не чувствовал бы тягости, даже если бы носил и достаточно тяжелое оружие. Те, кто не может выдержать труда ношения старинного оборонительного оружия, оставив незащищенным своё тело, тем самым неизбежно подвергаются ранению и смерти и, что гораздо тяжелее, рискуют быть взятыми в плен или, обратившись в бегство, предать государство. Так, отказываясь от упражнений и труда, они с величайшим для себя позором избиваются, как стадо баранов.
Вегеций

Схожая техника производства доспехов ненадолго вновь возникла в XVI веке (ламинарный доспех), но в Европе не получила широкого распространения.

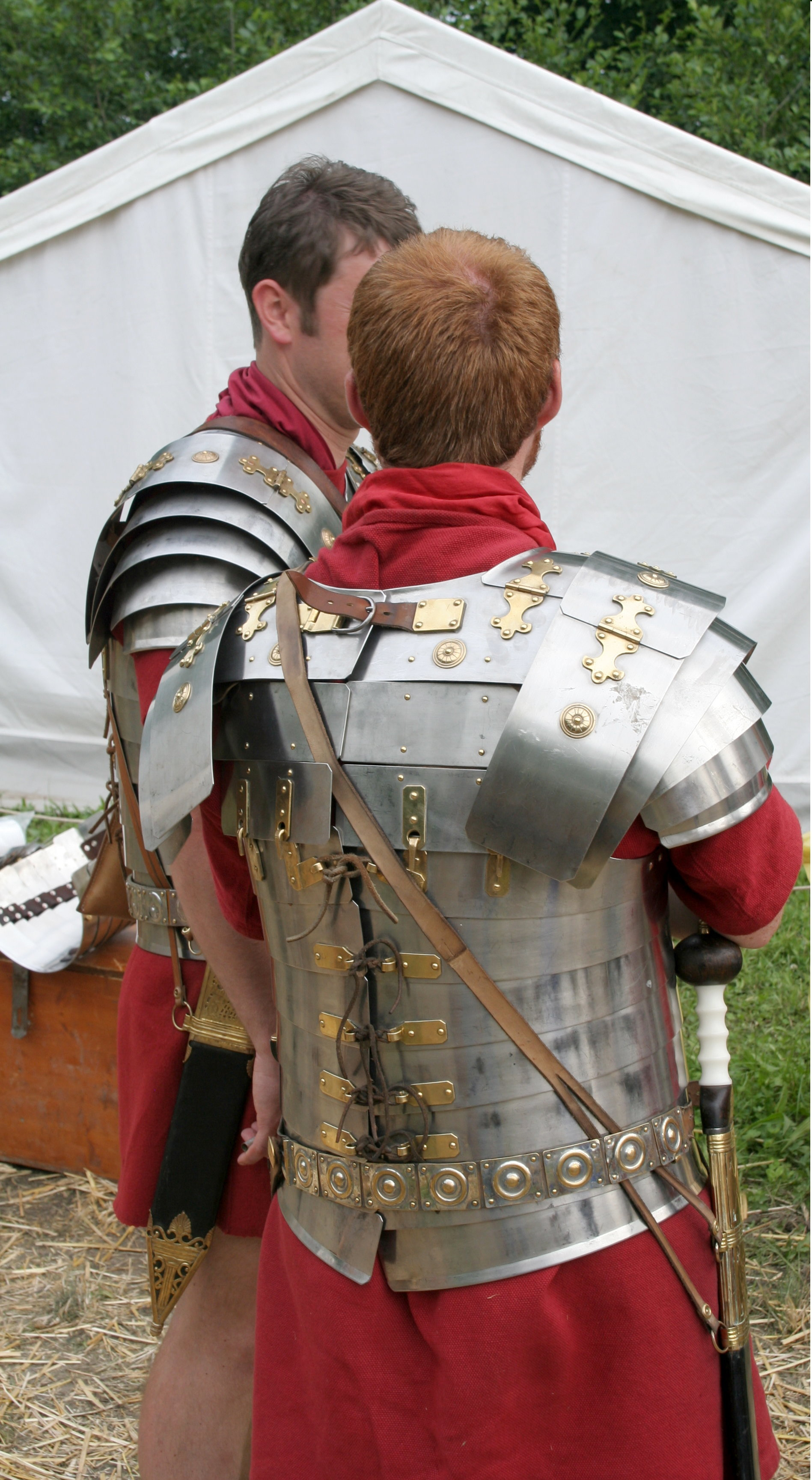
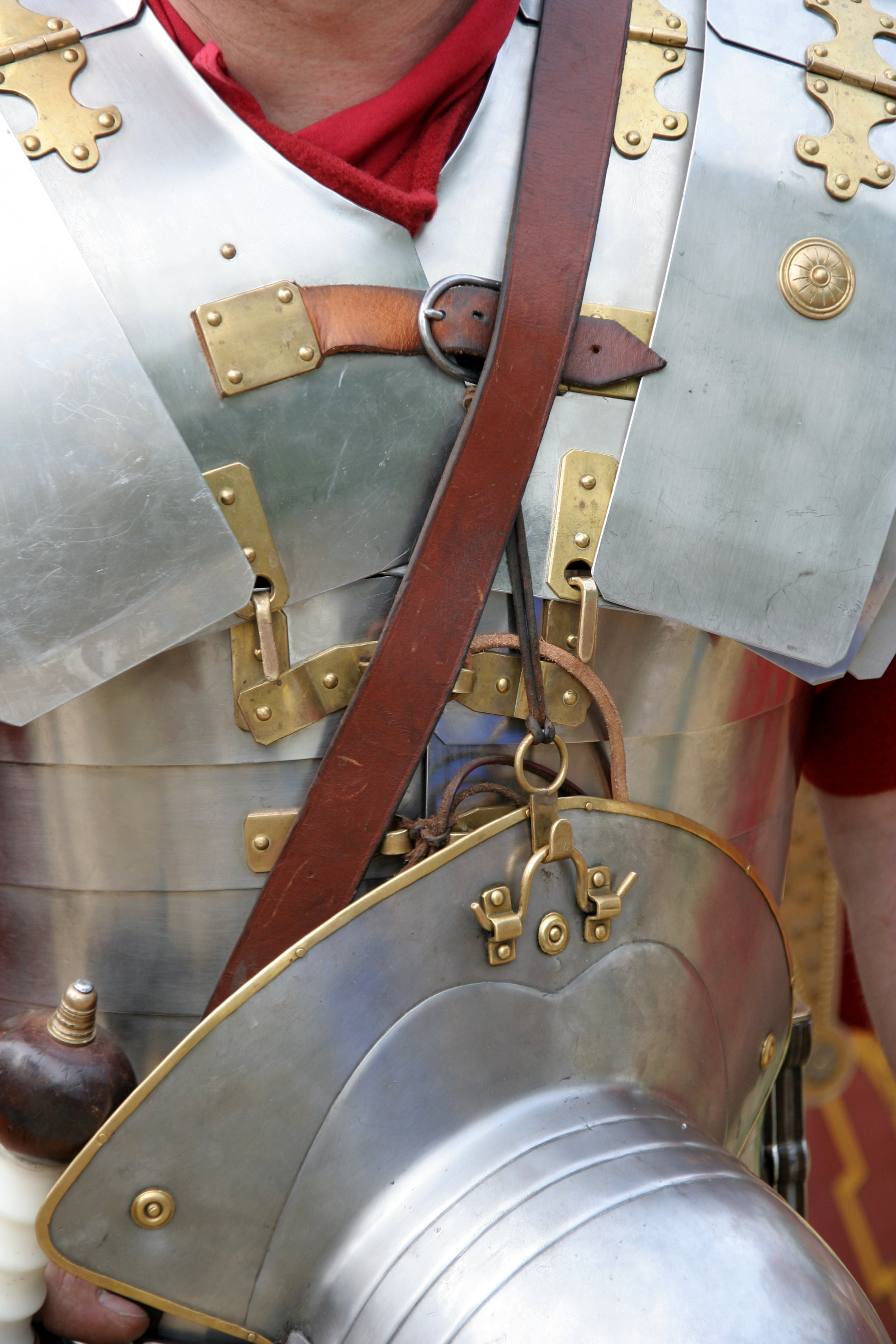
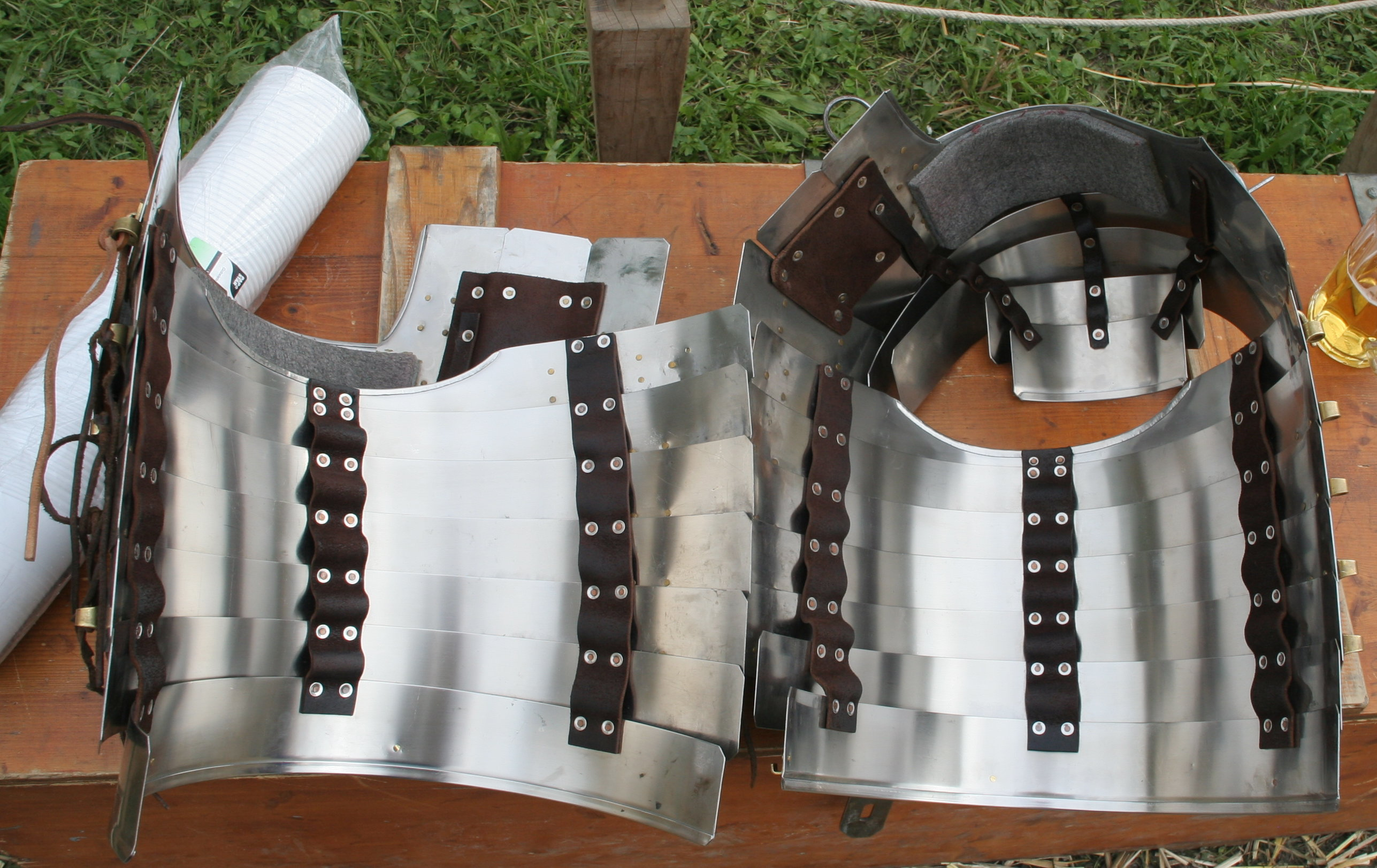
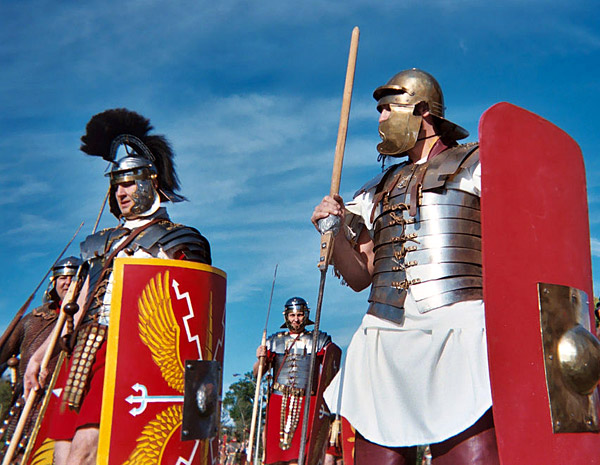